# Бондаренко, Николай Васильевич
Николай Васильевич Бондаренко (1 декабря 1918 — 30 сентября 1995) — российский учёный в области защиты растений, член-корреспондент ВАСХНИЛ (1975).

## Биография
Родился в с. Порушино (ныне Гатчинский район Ленинградской области). Окончил Ленинградский СХИ (1941).
Участник Великой Отечественной войны (Волховский, Ленинградский, 3-й Прибалтийский фронты), начальник продфуражного снабжения дивизии, капитан интендантской службы.
В 1946—1995 в Ленинградском СХИ: аспирант (1946—1948), лаборант, ассистент, старший преподаватель, доцент, профессор, заведующий кафедрой общей энтомологии.
Доктор биологических наук (1967), профессор (1969), член-корреспондент ВАСХНИЛ (1975).
Основные исследования посвящены проблемам экологии и вредоносности тетраниховых клещей.

Опубликовал более 200 научных трудов, из них 11 учебников и учебных пособий, 5 книг. Получил 2 авторских свидетельства на изобретения.

## Награды
Награждён орденами Трудового Красного Знамени, Красной Звезды, Отечественной войны II степени, медалями.

## Книги
- Биологический метод борьбы с вредителями и болезнями растений. — М.: Знание, 1981. — 64 с. — (Новое в жизни, науке, технике. Сер. Биология; 1981, № 11).
- Общая и сельскохозяйственная энтомология: учеб. для учащихся по спец. 1515 «Защита растений» / соавт.: С. М. Поспелов, М. П. Персов. — М.: Колос, 1983. — 416 с. — То же. — 2-е изд., перераб. и доп. — Л.: Агропромиздат. Ленингр. отд-ние, 1991. — 432 с.
- Биологическая защита растений: учеб. для студентов вузов. — 2-е изд. — М.: Агропромиздат, 1986. — 278 с.
- Вредные нематоды, клещи, грызуны: учеб. для студентов СХИ по спец. «Защита растений» / соавт.: Л. А. Гуськова, С. Г. Пегельман. — М.: Колос, 1993. — 271 с. — (Учеб. и учеб. пособия для студентов вузов).